# Joseph Lotte
 (août 2023).
Si vous disposez d'ouvrages ou d'articles de référence ou si vous connaissez des sites web de qualité traitant du thème abordé ici, merci de compléter l'article en donnant les références utiles à sa vérifiabilité et en les liant à la section « Notes et références ».
Émile Joseph Lotte, né le 18 février 1875 à Rochefort et mort pour la France le 27 décembre 1914 à Blangy-les-Arras, est un écrivain catholique français.

## Biographie
Lotte fonde en 1910 le Bulletin des professeurs catholiques de l’Université, qu’il publie jusqu’à sa mort en 1914. Il a été l’ami et le confident de Charles Péguy. Officier de réserve comme ce dernier, il est tué à l'ennemi en qualité de sous-lieutenant au 136e régiment d'infanterie.
En 1915, l’Académie française l'honore du prix Marcelin Guérin.
Le nom de Joseph Lotte a été donné à une rue et à une école de Rennes.